# Sint-Victorkerk (Auvelais)

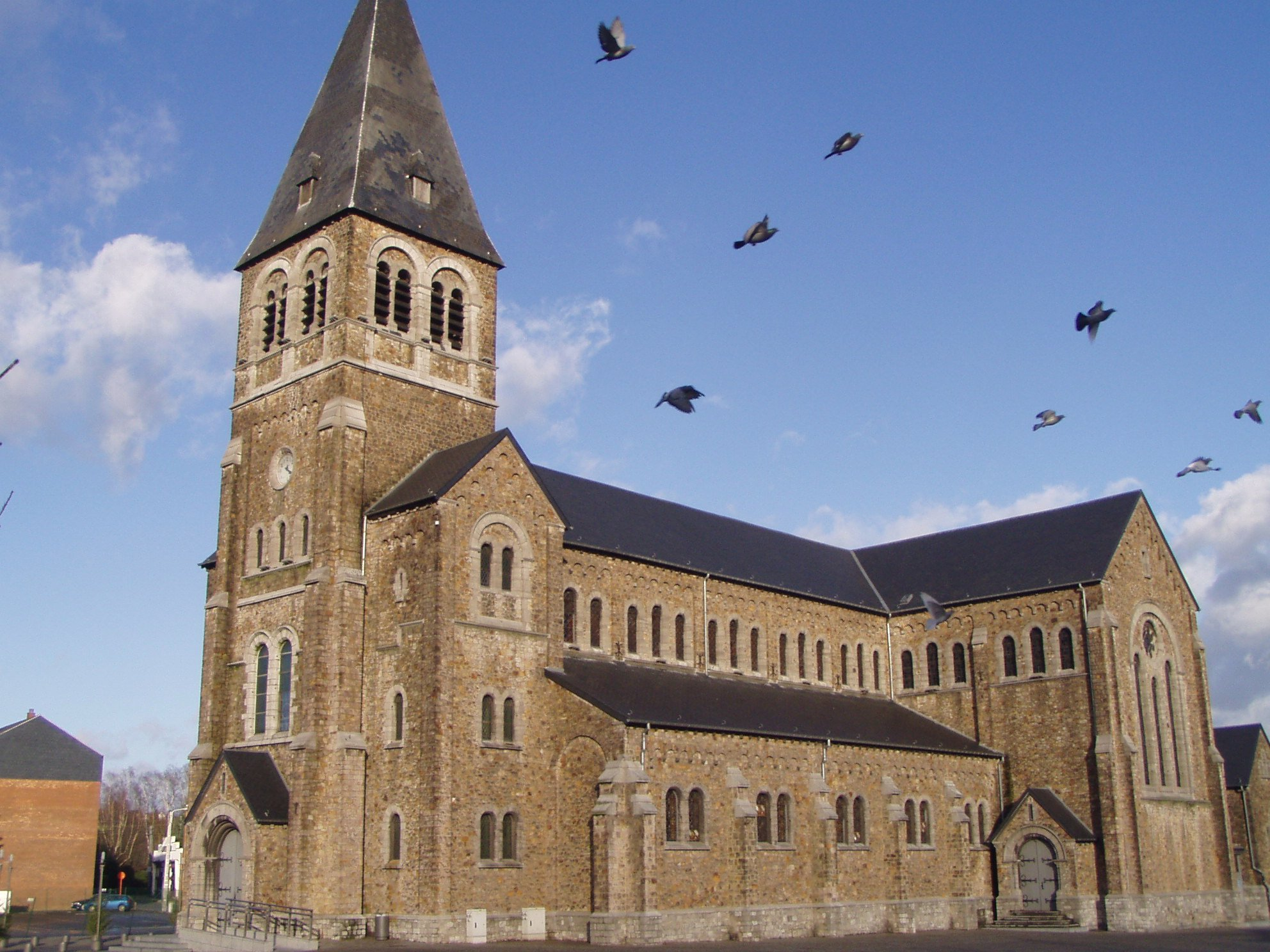
Sint-Victorkerk

De Sint-Victorkerk (Frans: Église Saint-Victor) is een kerk in de Belgische plaats Auvelais. Het neoromaanse kerkgebouw uit 1911 staat in het centrum van het dorp aan de Grand Place.